# Dubiele
Dubiele – część wsi Strzebiń w Polsce, położona w województwie śląskim, w powiecie lublinieckim, w gminie Koszęcin. 
W latach 1975–1998 Dubiele położone były w województwie częstochowskim.
Dubiele należą do sołectwa Strzebiń.
Obejmuje tereny przyłączone do Bagna oraz Kolonii Strzebińskiej w 1951 r. Nazwa pochodzi od nazwiska mieszkańca Dubiel. Teren Dubieli jest przede wszystkim terenem rekreacyjno-wypoczynkowym, znaczną jej część stanowią tereny zielone. Przez niego przebiega trasa rowerowa Strzebiń-Kalety. W jego skład wchodzi leśnictwo Dubiele.

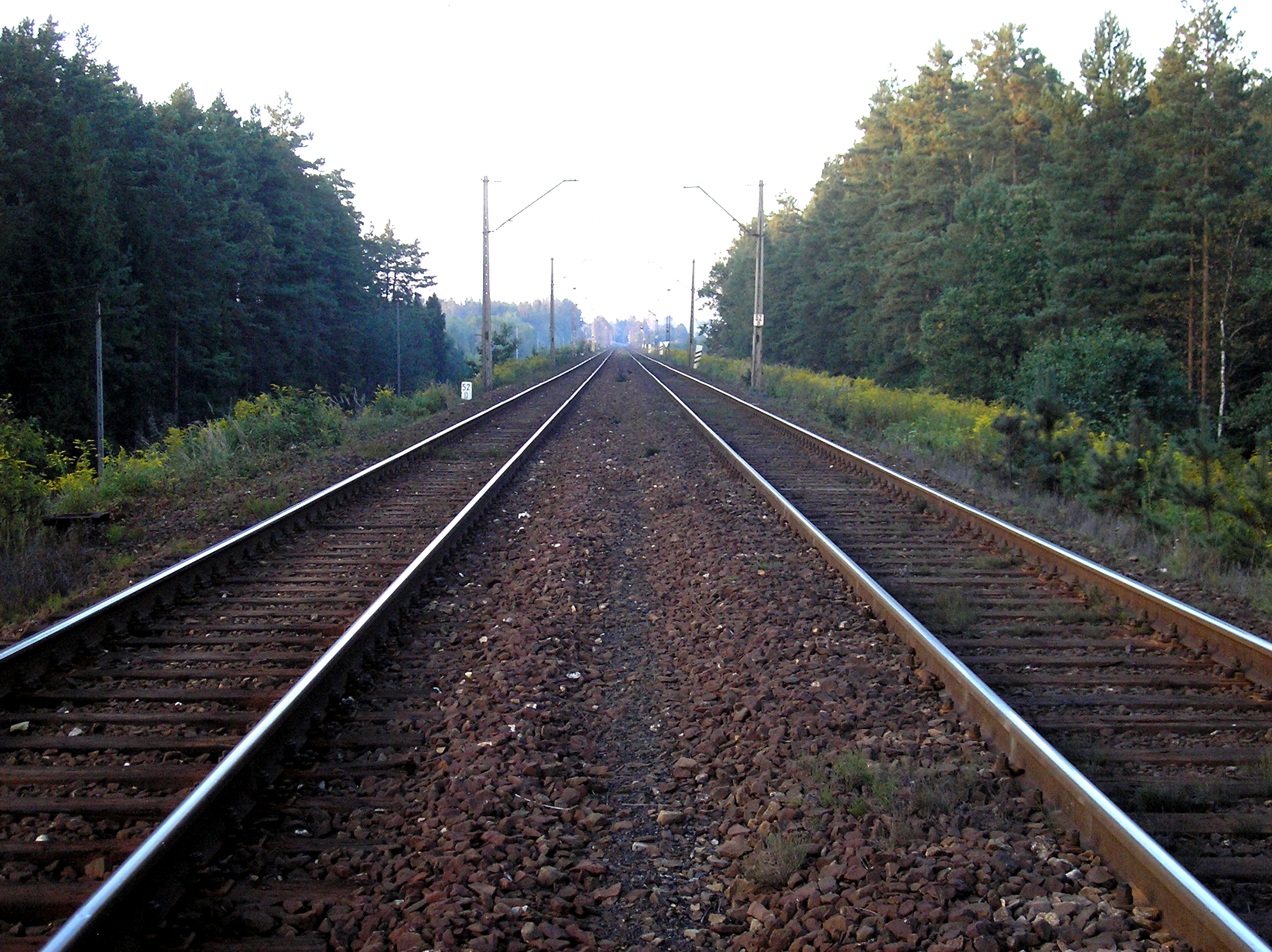
Węzeł kolejowy łączący Górny Śląsk z nabrzeżem morskim w Trójmieście na odcinku Strzebiń-Dubiele
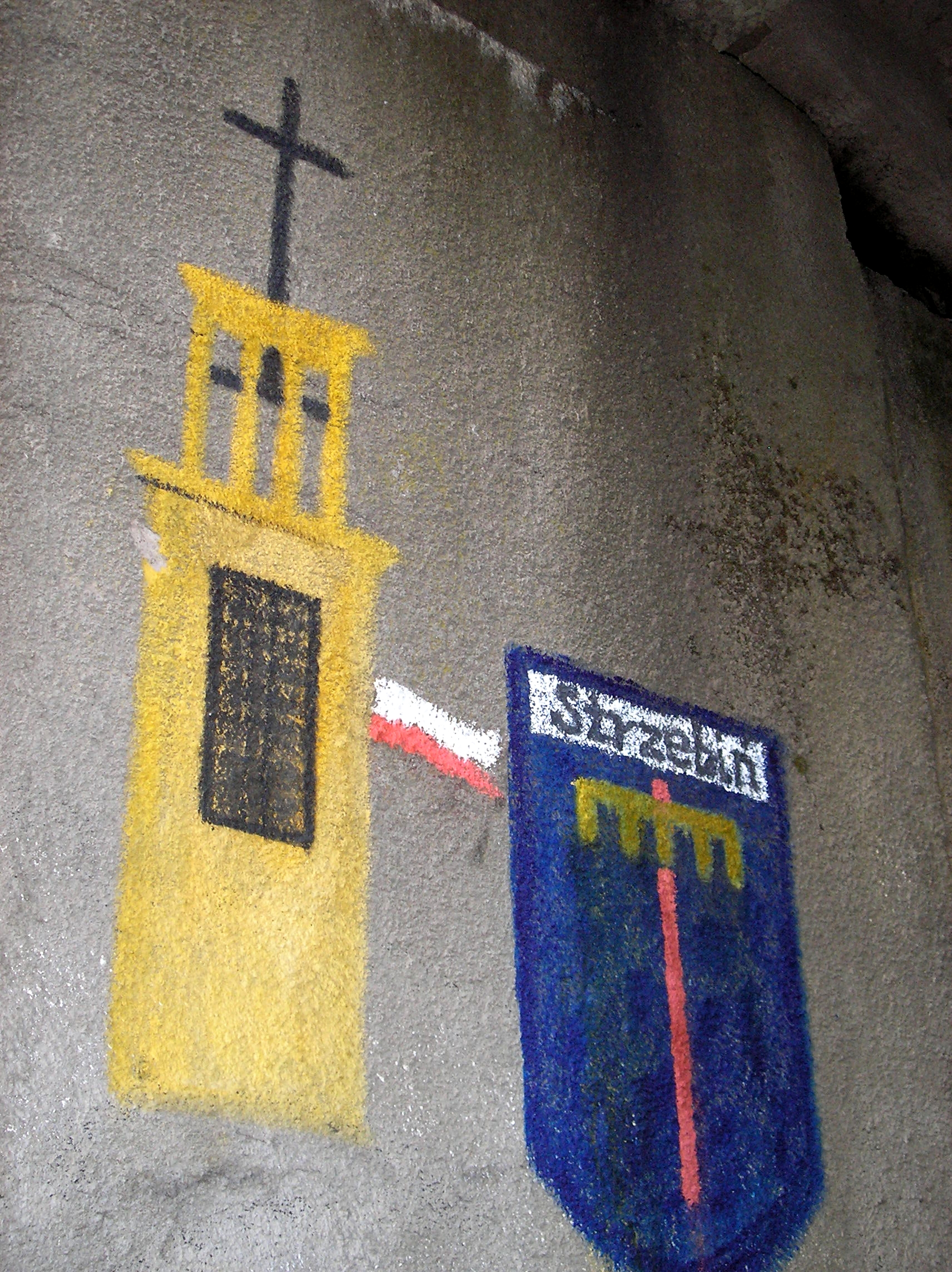
graffiti na ścianie wiaduktu kolejowego w Dubielach